# Atarfe
Atarfe település Spanyolországban, Granada tartományban. Atarfe Albolote, Maracena, Granada, Santa Fe, Pinos Puente, Moclín és Colomera községekkel határos. Lakosainak száma 20 455 fő (2024).

## Népesség
A település népessége az elmúlt években az alábbi módon változott:
| Lakosok száma | 11 245 | 12 355 | 13 431 | 15 399 | 16 432 | 17 570 | 18 092 | 18 706 | 19 198 | 20 455 |
|               | 2001   | 2004   | 2006   | 2009   | 2011   | 2014   | 2016   | 2019   | 2021   | 2024   |